# Diounoug
Diounoung est un village du Sénégal situé en Basse-Casamance. Il fait partie de la communauté rurale de Djinaky, dans l'arrondissement de Kataba 1, le département de Bignona et la région de Ziguinchor.